# Опуклий графовий простір
Опуклим графовим простором у  математиці називається пара об'єктів {\displaystyle (G,C)},
де {\displaystyle G} є графом, а {\displaystyle C} є опуклістю або ж сім'єю підмножин графа {\displaystyle G} що слідує пеним аксіомам. 
Елементи {\displaystyle C} називають опуклими множинами.
Найвідомішими графовими опуклостями є геодетична опуклість та  монофонічна опуклість.
Опукла теорія графів може використовуватись для розв'язку задач  комп'ютерного зору,
задачі поширення інфекції.

## Історія
Класичні концепції теорії опуклих структур отримали багато уваги в першій половині 20-го століття.
Проте, з розвитком теорiї, поняття опуклостi почали розглядати в ширшому сенсі, не прив’язуючись до векторних просторів.
Аксіоматична формалізація поняття опуклого простору була представлена Ван де Велем у книзі "Theory of convex structure".
Там же був означений і графоий опуклий простір. 
Пізніше це спровокувало зріст досліджень даної теми та знаходження великої кількості різних графових опуклостей. 
Найпопулярнішими та найбільш досліджуваними є геодетична опуклість
та монофонічна опуклість.

## Означення
Сім'я підмножин {\displaystyle C} множини {\displaystyle X} називається опуклістю на множині {\displaystyle X}, якщо виконуються наступні аксіоми:
- Порожня множина {\displaystyle \varnothing } та сам {\displaystyle X} входять в {\displaystyle C}.
- {\displaystyle C} закрита відносно перетинів.
- {\displaystyle C} закрита відносно вкладених об'єднань.

Тоді пару {\displaystyle (X,C)} називають опуклим простором, а елементи {\displaystyle C} — опуклими множинами.
Графовим опуклим простором є пара {\displaystyle (G,C)}, де {\displaystyle G} є зв'язним графом з множиною вершин {\displaystyle V}, яка в парі з {\displaystyle C}  є опуклим простором,що задовольняє попередні аксіоми.
Зазначимо, що графовий опуклий простір часто сприймають як простір породжений інтервальним простором.
Покладемо на множині {\displaystyle X} функцію {\displaystyle I\colon X\times X\to 2^{X}}, що має наступні властивості:
- Для будь-яких двох елементів {\displaystyle a,b\in X} справджується {\displaystyle a,b\in I(a,b)}.
- Функція є симетричною {\displaystyle I(a,b)=I(b,a)}.

Тоді {\displaystyle I} називають інтервальним оператором на {\displaystyle X}, a {\displaystyle I(a,b)} є "інтервалом" між {\displaystyle a} та {\displaystyle b}.
Пару {\displaystyle (X,I)} називають інтервальним простором і він природним чином породжує опуклість {\displaystyle C} на {\displaystyle X}.
Так, підмножину {\displaystyle C} ми називаємо опуклою тільки тоді, коли {\displaystyle I(x,y)\subseteq C} для всіх {\displaystyle a,b\in C}. 